# نيك هولمز
نيك هولمز (بالإنجليزية: Nick Holmes)‏ (11 نوفمبر 1954 ساوثهامبتون المملكة المتحدة - ) هو لاعب كرة قدم بريطاني يلعب كلاعب وسط.

## روابط خارجية
- نيك هولمز على موقع قاعدة بيانات كرة القدم.إي يو (الإنجليزية)
- نيك هولمز على موقع عالم كرة القدم.نت (الإنجليزية)